# Magen
Magen (héberül: מָגֵן, magyarul: Pajzs) kibuc Dél-Izraelben. Az északnyugati Negev-sivatagban található, területe 8,5 km2. Az Eshkol Regionális Tanács fennhatósága alá tartozik. 2021-ben 537 lakosa volt.

## Történelem

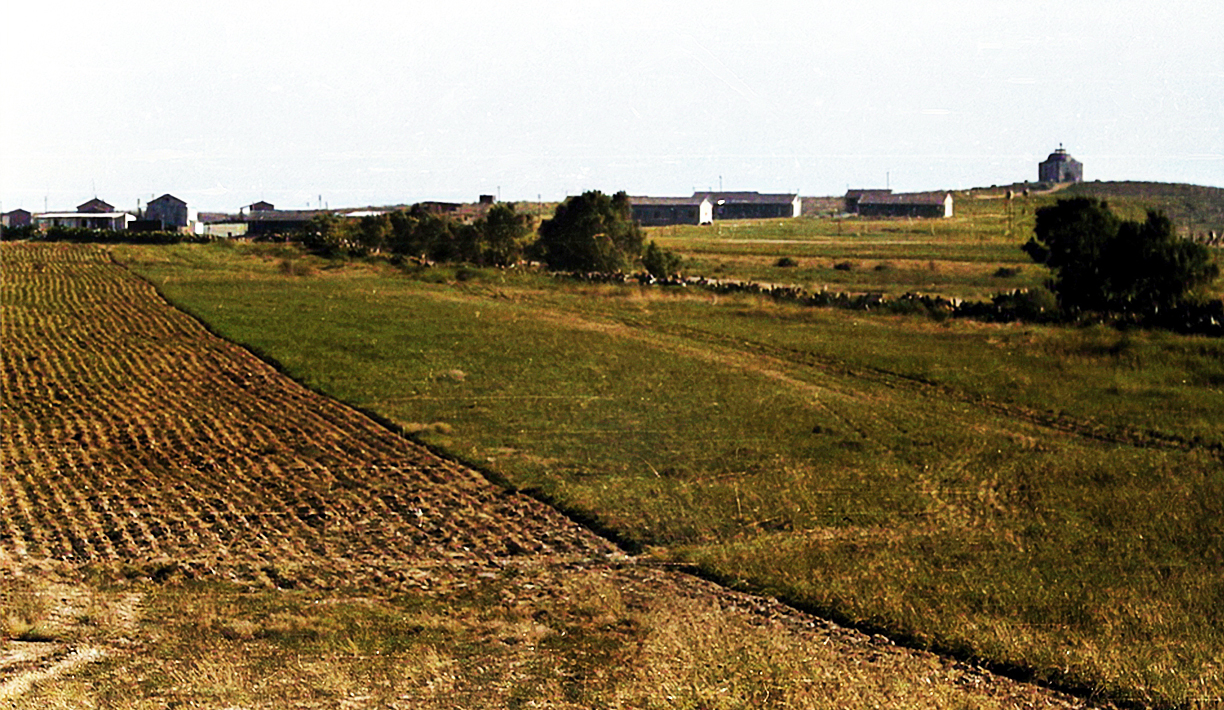
A későbbi Magen kibuc területe 1949-ben

Az első világháború idején a brit erők a törökök kivonulása után légitámaszpontot hoztak létre itt. A kibucot romániai bevándorlók hozták létre 1949. augusztus 16-án. Nem lehet biztosan megmondani, hogy a mai település történelmileg milyen területen fekszik. Bizonyosan Nuran sejk muszlim szentélyének maradványain nyugszik vagy a bibliai Bethul városának helyén (Józsué 19:4) vagy egy negyedik századi bizánci kolostor helyén. Az 1948-as arab–izraeli háborúban az Assaf-hadművelet során csatatér volt.
Az 1996-os atlantai olimpián az uszodát, ahol az izraeli 4×100 méteres vegyes váltó bejutott a döntőbe, a kibuc által gyártott napelemekkel fűtötték.
A 2023-as Izrael–Hamász-háború idején Magen volt az egyik terroristák által megtámadott izraeli falu, de polgári védelmi csapatának sikerült legyőznie a támadókat. Az izraeli hadsereg másnap tankokkal ellentámadásba lendült és sikeresen felszámolta a kibuc környékén megmaradt Hamász-terroristákat.

## Régészet
Magen kibucban négy épületből álló templomkomplexumot fedeztek fel, amely rávilágít a bizánci időszak templomépítészetének jellemzőire. Eredetileg egy Szent Illésnek szentelt bazilika állt itt. Ezeken az ásatásokon mozaikok, feliratok, üveg, kerámia és több érme került elő.

## Fordítás
Ez a szócikk részben vagy egészben  a   Magen, Israel című angol Wikipédia-szócikk ezen változatának fordításán alapul.  Az eredeti cikk szerkesztőit annak laptörténete sorolja fel. Ez a jelzés csupán a megfogalmazás eredetét és a szerzői jogokat jelzi, nem szolgál a cikkben szereplő információk forrásmegjelöléseként.